# Анютино
Аню́тино (рос. Анютино, чув. Анютино) — селище у складі Алатирського району Чувашії, Росія. Входить до складу Алтишевського сільського поселення.
Населення — 98 осіб (2010; 115 у 2002).
Національний склад:
- росіяни — 45 %
- мордва — 44 %